# Lancaster (Ohio)
Lancaster is een plaats (city) in de Amerikaanse staat Ohio, en is de hoofdplaats van Fairfield County.

## Demografie
Bij de volkstelling in 2000 werd het aantal inwoners vastgesteld op 35.335.
In 2006 is het aantal inwoners door het United States Census Bureau geschat op 36.507, een stijging van 1172 (3,3%).

## Geografie
Volgens het United States Census Bureau beslaat de plaats een oppervlakte van
46,8 km², geheel bestaande uit land. Lancaster ligt op ongeveer 251 m boven zeeniveau.

## Plaatsen in de nabije omgeving
De onderstaande figuur toont nabijgelegen plaatsen in een straal van 16 km rond Lancaster.

## Geboren
- William Tecumseh Sherman (1820-1891), Noordelijke generaal tijdens de Amerikaanse Burgeroorlog, zakenman en schrijver
- John Sherman (1823-1900), politicus
- David Graf (1950), acteur